# Via Ardeatina
La via Ardetina va ser una de les carreteres romanes que sortia de les portes de Roma i que conduïa directament a la ciutat d'Ardea, a uns 40 km.
Era un desviament de la Via Àpia, poc després de la seva sortida de Roma i arribava fins a Ardea, tal com la descriu Fest.
Passava pels poblets i estacions de Tor Narancia, Cicchignola i Tog di Nona fins a la Solfarata, a 15 milles romanes de Roma, un lloc on hi havia uns pantans d'aigua sulfurosa, que s'ha suposat que era el lloc que descriu Virgili a l'Eneida on diu que hi havia el famós Oracle del Faune.